# Мендельсон, Кэрол
Кэрол Мендельсон (англ. Carol Mendelsohn, род. 1951) — американский телевизионный сценарист и продюсер, наиболее известная благодаря своей работе шоураннера длительного процедурала CBS «C.S.I.: Место преступления» С 2000 по 2014 год, и как создатель его спин-оффов «C.S.I.: Место преступления Майами» и «C.S.I.: Место преступления Нью-Йорк».
Мендельсон родилась и выросла в Чикаго, штат Иллинойс, и окончила Корнеллский университет, планируя карьеру юриста, прежде чем поступить в Американский институт киноискусства, чтобы стать сценаристом. Начиная с середины 1980-х она писала сценарии к сериалами «Слава», «Звонящий в полночь» и «Испытания Рози О'Нил», а с 1995 по 1999 год была одним из продюсеров и регулярных сценаристов прайм-тайм мыльной оперы «Мелроуз Плейс».
В 2000 году Мендельсон заняла пост шоураннера и исполнительного продюсера шоу «C.S.I.: Место преступления», который вскоре стал самой рейтинговой программой на телевидении и вплоть до конца 2000-х оставался в топ-10. Мендельсон также создала три его спин-оффа, прежде чем в июне 2014 года покинуть пост шоураннера сериала. Параллельно с этим она покинула CBS TV Studios в пользу трехлетней сделки с Sony Pictures Television, чтобы производить новые проекты. Осенью 2014 года она продала безымянный проект с Фелисити Хаффман для ABC.

## Телевидение
- Пламя Габриэля (продюсер, 22 эпизода - 1990-1991)
- Мелроуз Плейс (соисполнительный продюсер, 156 эпизодов - 1995-1999)
- C.S.I.: Место преступления (исполнительный продюсер, 335 эпизодов - 2000-2015)
- C.S.I.: Место преступления Майами (исполнительный продюсер, 232 эпизода - 2002-2012)
- C.S.I.: Место преступления Нью-Йорк (исполнительный продюсер, 197 эпизодов - 2004-2013)
- C.S.I.: Киберпространство (исполнительный продюсер, 2015)